# Brevitrichia palida
Brevitrichia palida är en tvåvingeart som beskrevs av Kelsey 1971. Brevitrichia palida ingår i släktet Brevitrichia och familjen fönsterflugor.
Artens utbredningsområde är Kalifornien. Inga underarter finns listade i Catalogue of Life.